# Kobushi-Magnolie
Die Kobushi-Magnolie (Magnolia kobus) ist eine Pflanzenart, die zur Gattung der Magnolien (Magnolia) innerhalb der Familie Magnoliengewächse (Magnoliaceae) gehört. Sie stammt ursprünglich aus Japan und wird dort jap. 辛夷 Kobushi genannt. Sie wird als Zierpflanze verwendet.

## Beschreibung

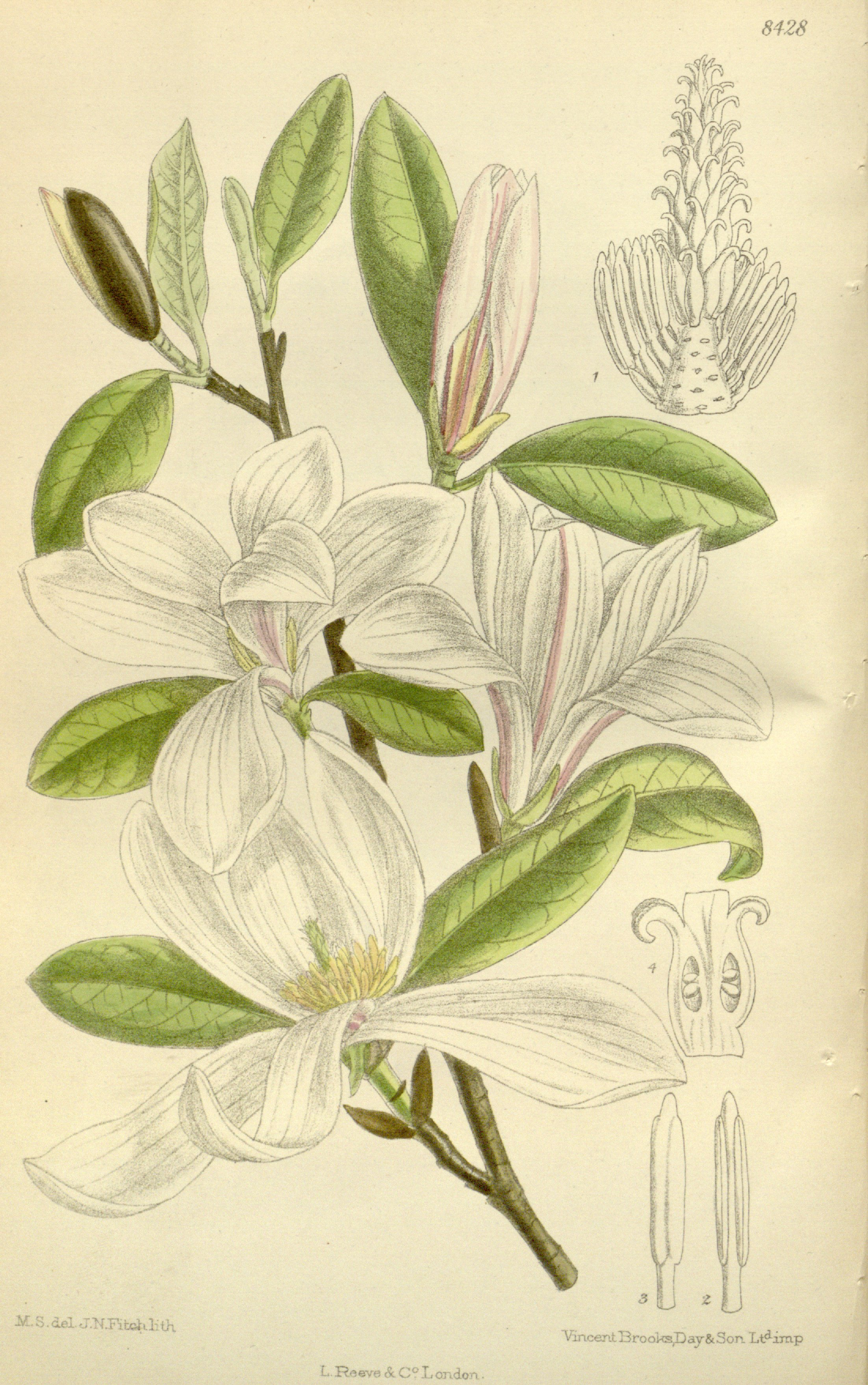
Illustration aus Curtis’s

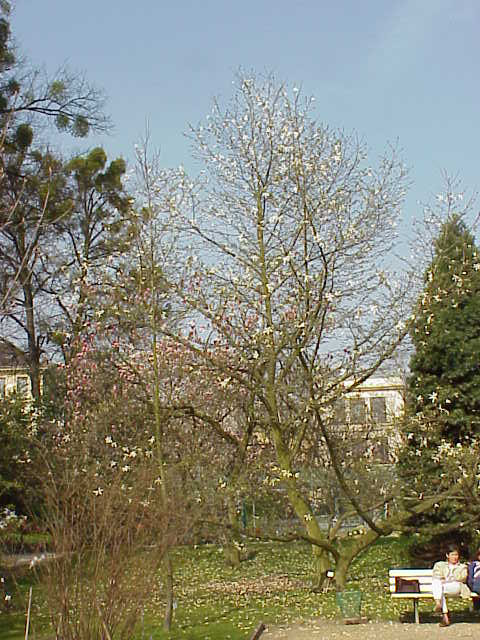
Habitus von Magnolia kobus ‘Borealis’

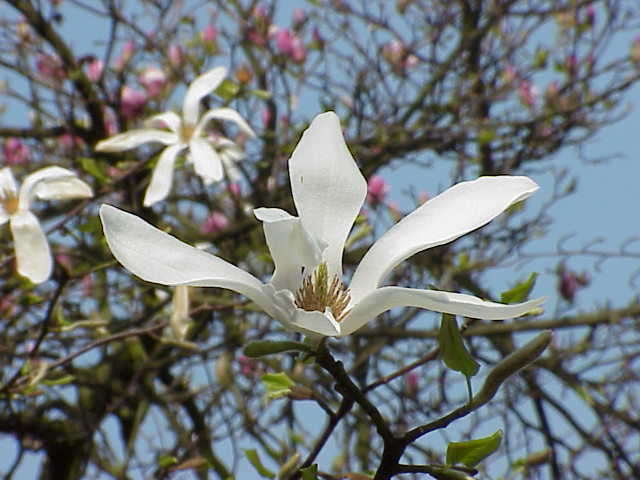
Blüte von Magnolia kobus ‘Borealis’

Die Kobushi-Magnolie ist ein sommergrüner, mittelgroßer Baum, der Wuchshöhen von bis zu 24 Metern erreicht. Sie entwickelt einen geraden, durchgehenden Stamm, der von einer rauen, braunen oder silbergrauen Borke bedeckt ist. Die Rinde junger Zweige ist gelb-grün und behaart (Indument). Die Knospen sind gelblich oder silbern behaart.
Die Laubblätter sind in Blattstiel und -spreite gegliedert. Der kurze Blattstiel ist behaart. Die einfache, spitze oder bespitzte Blattspreite ist bei einer Länge von 10 bis 20 Zentimetern meist verkehrt-eiförmig bis elliptisch und ganzrandig. Die Blattunterseite ist heller. 
Die Kobushi-Magnolie fängt erst nach mehreren Jahren an Blüten zu tragen und erreicht erst mit 10 bis 30 Jahren ihre volle Blütenfülle. Im März bis April, noch vor dem Laubaustrieb ist die Hauptblütezeit der Kobushi-Magnolie. Aus den endständigen Knospen entwickeln sich ihre Blüten. Die duftenden, zwittrigen Blüten sind innen weiß und außen rosafarben schimmernd. Jede Blüte enthält neun oder zwölf schmale Tepalen, die äußeren drei sind grünlich und 3 Zentimeter lang, die inneren besitzen eine Länge von 5 bis 8 Zentimetern. Es sind zahlreiche, an der Basis rosafarbene bis violett Staubblätter und zahlreiche Stempel vorhanden.
Die bei einer Länge von 5 bis 13 Zentimetern zylindrische Sammelbalgfrucht färbt sich erst rötlich dann später grünlich bis braun. Die Samen sind von einer roten Sarkotesta umgeben.
Die Chromosomenzahl beträgt 2n = 38.

## Verbreitung
Die Kobushi-Magnolie stammt aus Japan, wo sie in Bergwäldern auf allen Hauptinseln außer Shikoku vorkommt. Auch auf der zu Südkorea gehörenden Insel Jeju-do ist sie verbreitet. Das Verbreitungsgebiet überlappt sich nicht mit der verwandten Stern-Magnolie.

## Verwendung
Die wichtigste Verwendung in den Gemäßigten Breiten ist die als Ziergehölz. In Japan wird auch das Holz genutzt. Es existieren einige ausgelesene Sorten und Hybriden.
Sorten der Kobushi-Magnolie (Auswahl):
- ‘Borealis’-Gruppe – winterharte, schnellwüchsige, große Pflanzen aus dem Norden des Verbreitungsgebietes.
- ‘Fastigiata’ – schwach wachsend und säulenförmig, schon 1925 in Japan ausgelesen.
- ‘Norman Gould’ – polyploide Form, Blüten größer, Blütenblätter dicker.

Hybriden mit der Kobushi-Magnolie:
- Magnolia kobus × Magnolia stellata = Magnolia ×loebneri, in den Eigenschaften zwischen den Elternarten stehend. Diese Kreuzung ist aus der Natur nicht bekannt, da sich die Verbreitungsgebiete der beiden Arten nicht berühren. Diese Kreuzung wurde erstmals von Max Loebner aus Pillnitz erzielt und 1920 von Paul Kache als Magnolia ×loebneri bezeichnet. 1923 erwarb die Baumschule Kordes einige Pflanzen von Loebner, seither wurden zahlreiche weitere Sorten mit diesen Eltern erzeugt, etwa 'Leonard Messel' und 'Merrill'.
- Magnolia kobus × Magnolia salicifolia = Magnolia ×kewensis, die Hybride dieser nahe verwandten Arten wurde zuerst 1938 zufällig in den Kew Gardens entdeckt. Sie kommt wohl auch natürlich in Japan vor.
- Magnolia kobus × Magnolia liliiflora, am Brooklyn Botanical Garden von Evamaria Sperber erzielt, triploide Hybride.

## Systematik und botanische Geschichte
Innerhalb der Gattung Magnolia wird die Magnolia kobus in die Untergattung Yulania, dort in die Sektion und Subsektion Yulania eingeordnet. Verwandte Arten sind beispielsweise die Stern-Magnolie, Magnolia salicifolia und Magnolia biondii. Eine eigene Sektion für diese Arten (Buergeria) wird nicht mehr aufrechterhalten.
Die Erstbeschreibung erfolgte 1817 von de Candolle unter dem Namen kobus, weil Kaempfer dies (nicht ganz korrekt) als die japanische Bezeichnung dieses Baums angegeben hatte. Exemplare aus dem Norden des Verbreitungsgebietes wurden von Sargent als Varietät borealis beschrieben, allerdings sind die von ihm beschriebenen Merkmale nicht einer bestimmten Population zuzuordnen, es gibt einen fließenden Übergang. Die Bezeichnung ist allerdings bei Baumschulen gelegentlich zu finden, da diese Pflanzen (besser als Sortengruppe ‘Borealis’ bezeichnet) sich durch stärkeren Wuchs auszeichnen. Die Stern-Magnolie (Magnolia stellata) wird manchmal auch als Varietät der Kobushi-Magnolie angesehen (Magnolia kobus var. stellata).